# The John Band
The John Band es una banda mexicana de rock formada en el 2003 en la delegación Tláhuac en la Ciudad de México, formado por Alex Pérez (vocal, guitarra), George F1 (guitarra), Dexter Sadier (batería) y Izzy Marvel (bajo). 
Las influencias del grupo son: The Beta Band, Elbow, Oasis, Blur, The Stone Roses, Space Hog, The Beatles, The Cure, Lou Reed, Spiritualized, Pulp, Pavement, entre otros. 
A pesar de la escasa popularidad del grupo, el grupo es difundido y conocido en la escena independiente del rock en México, uno de sus álbumes más conocidos es el del 2006 titulado "Hecho en China" en donde se dieron a conocer nacionalmente y en Latinoamérica. 
Recientemente sacaron su cuarto álbum de estudio titulado Oslo, en el 2014. 
Sus sencillos más conocidos del grupo son: "4 PM", "Maten al Criminal", "Solamente a Ti", "Horses", "El Lonely Boy" y "Árbol".

## Integrantes

### Formación actual
- Alex Perez - vocal, guitarra
- George F1 - guitarra
- Izzy Marvel - bajo
- Dexter Sadier - batería

### Exintegrantes
- Valeria Cruz - bajo
- Mariano Rodriguez - batería
- Miguel Castañeda - batería
- Olinser Hernandez - batería

## Discografía

### Álbumes de estudio
- 2003: "Bedtime"
- 2006: "Hecho en China"
- 2009: "Perdedores vs Perdedores"
- 2014: "Oslo"